# 斯皮内托斯克里维亚
斯皮内托斯克里维亚（義大利語：Spineto Scrivia），是意大利亚历山德里亚省的一个市镇。总面积4.12平方公里，人口372人，人口密度90.3人/平方公里（2009年）。ISTAT代码为006166。